# Kwon Hodok
Kwon Hodok (en hangul, 권호덕; romanización revisada, Kwon Ho-deok; McCune-Reischauer, Kwŏn Hodŏk, Corea del Sur, 26 de febrero de 1948) es un teólogo y académico surcoreano, reconocido por su profundo enfoque en la relación entre la Iglesia, la democracia y la educación cívica en la sociedad moderna. Con una extensa carrera docente y un compromiso con el pensamiento reformado, Kwon ha influido en la formación de una nueva generación de teólogos y ciudadanos responsables. Se desempeña como presidente de la Universidad de Posgrado en Teología Bíblica de Seúl, cargo que asumió oficialmente el 18 de febrero de 2024.
A lo largo de su carrera, Kwon ha reflexionado sobre temas de relevancia para la Iglesia y el gobierno, especialmente en el contexto de Corea del Sur. Ha sido un firme defensor de la necesidad de que la Iglesia enseñe a sus miembros no solo sobre la fe, sino también sobre la responsabilidad cívica en un sistema democrático. Su pensamiento se ha centrado en la conexión histórica entre la libertad religiosa y el surgimiento de la democracia moderna, posicionando a la Iglesia como un agente clave en la educación de ciudadanos democráticos y responsables.

## Biografía
Desde joven, Kwon mostró interés en la teología y la filosofía cristiana. Su formación académica comenzó en la Universidad Chongshin, donde obtuvo su licenciatura en Teología. Posteriormente, continuó sus estudios en la misma institución, obteniendo una maestría en Divinidad, y luego amplió su educación en Europa, donde completó una maestría en Teología en la Universidad de Münster y un doctorado en Teología en la Universidad de Heidelberg.
Su carrera profesional comenzó en 1992 como instructor en la Universidad Chongshin. A lo largo de los años, trabajó en varias instituciones académicas, incluyendo la Universidad Soongsil y la Universidad Calvin. En 2000, fue nombrado profesor de Teología Sistemática en la Universidad Baekseok, donde también se desempeñó como director de la Facultad de Teología Cristiana entre 2010 y 2012.
Kwon ha sido un defensor de la revisión de las confesiones de fe de la Iglesia coreana, señalando que el pensamiento panteísta ha comenzado a infiltrarse en su doctrina. En sus intervenciones, ha subrayado la importancia de un regreso a las raíces del cristianismo para restaurar la pureza doctrinal y espiritual de la iglesia.

## Reconocimientos
A lo largo de su carrera, Kwon ha sido reconocido por su contribución a la teología y a la educación cristiana. Uno de sus logros más destacados fue su participación en un foro internacional conmemorativo del 500.º aniversario de la Reforma protestante, organizado por la Asociación Internacional de Iglesias Independientes. En este evento, Kwon fue un comentarista clave que reflexionó sobre la relación entre la iglesia y el gobierno, así como la necesidad de una revisión doctrinal en la Iglesia coreana.

## Obras
Kwon es conocido tanto por su producción académica como por sus escritos en los que aborda la interacción entre la Iglesia, la política y la sociedad. Su enfoque teológico ha sido particularmente influyente en los debates sobre la relación entre el cristianismo y la democracia en Corea del Sur. En sus escritos, ha insistido en que la Iglesia no debe limitarse a la enseñanza de la fe, sino que debe formar a sus miembros como ciudadanos responsables que comprendan el valor de la democracia y la libertad.
En sus intervenciones públicas, Kwon también ha hecho un llamado a la reforma dentro de la Iglesia coreana, sugiriendo que el pensamiento reformado puede ser clave para enfrentar los desafíos doctrinales que enfrenta la Iglesia en la actualidad. Este enfoque subraya la necesidad de un cambio en la enseñanza teológica, alineándose con los principios fundamentales del cristianismo reformado.